# Cecil Cooke
Cecil George Cooke (* 31. Mai 1923 in Nassau; † 1. Mai 1983 ebenda) war ein bahamaischer Regattasegler.
Cooke wurde bei den Olympischen Sommerspielen 1964 in Tokio (Austragungsort: Fujisawa (Kanagawa)) zusammen mit Durward Knowles Olympiasieger in der Bootsklasse Star.